# II-34
De II-34 is een nationale weg van de tweede klasse in Bulgarije. De weg loopt van Pleven via Nikopol naar Roemenië. De II-34 is 41 kilometer lang.